# 144 Vibilia
144 Vibilia è un grande e scuro asteroide della Fascia principale. Ha probabilmente una composizione carboniosa primitiva.
Vibilia fu scoperto il 23 febbraio 1875 da Christian Heinrich Friedrich Peters, di ritorno da una spedizione in Nuova Zelanda per osservare il transito di Venere davanti al Sole nel 9 dicembre 1874. L'asteroide fu individuato dall'osservatorio dell'Hamilton College di Clinton (New York, USA) e battezzato così in onore di Vibilia, dea della mitologia romana protettrice delle strade, dei viandanti e dei navigatori.
Finora, sono state osservate due occultazioni stellari da parte di Vibilia (nel 1993 e nuovamente nel 2001).